# Bryum chryseum
Bryum chryseum är en bladmossart som beskrevs av Mitten 1869. Bryum chryseum ingår i släktet bryummossor, och familjen Bryaceae. Inga underarter finns listade i Catalogue of Life.